# Raión de Muyezerski
El raión de Muyezerski (ruso: Муезе́рский райо́н; carelio: Mujejärven piiri) es un distrito administrativo y municipal (raión) de la república rusa de Carelia. Se ubica en el oeste de la república, siendo fronterizo con Finlandia al oeste. Su capital es Muyezerski.
En 2019, el raión tenía una población de 9811 habitantes.
Se ubica en un área lacustre, siendo el principal lago de su territorio el lago Leksozero. Incluye también parte del lago Nyukozero.

## Subdivisiones
Comprende el asentamiento de tipo urbano de Muyezerski y los asentamientos rurales de Vóloma, Lédmozero, Léndery, Péninga, Réboly, Rúgozero y Súkozero. Estas 8 entidades locales suman un total de 24 localidades.